# Ron Rash
Ron Rash (Chester, 25 settembre 1953) è uno scrittore e poeta statunitense.

## Biografia
Nato a Chester, Carolina del Sud, nel 1953, insegna alla Western Carolina University.
Trasferitosi con la famiglia nella Carolina del Nord, dopo il B.A. alla Gardner–Webb University e il M.A. alla Clemson University, ha iniziato a lavorare come professore al TriCounty College.
Ha esordito nel 1994 con le dieci storie riunite in The Night The New Jesus Fell to Earth and Other Stories from Cliffside, North Carolina alle quali hanno fatto seguito altre 5 collezioni di racconti, 4 raccolte di poesie, 8 romanzi e un libro per ragazzi oltre ad articoli e racconti apparsi in numerose riviste e antologie.
Nel corso della sua carriera si è cimentato anche nel romanzo giallo vincendo nel 2014 il Grand prix de littérature policière con il romanzo The Cove.

## Opere

### Poesia
- Eureka Mill (1998)
- Among the Believers (2000)
- Raising the Dead (2002)
- Waking (2011)

### Racconti
- The Night The New Jesus Fell to Earth and Other Stories from Cliffside, North Carolina (1994)
- Casualties (2000)
- Chemistry and Other Stories (2007)
- Burning Bright (2010)
- Nothing Gold Can Stay (2013)
- Something Rich and Strange (2014)
- In the Valley (2020)

### Romanzi
- Un piede in paradiso (One Foot in Eden, 2002), Roma, La Nuova Frontiera, 2021 traduzione di Tommaso Pincio ISBN 978-88-8373-395-6.
- Saints at the River (2004)
- The World Made Straight (2006)
- Una folle passione (Serena, 2008), Milano, Salani, 2014 traduzione di Valentina Daniele ISBN 978-88-6918-033-0.
- La terra d'ombra (The Cove, 2012), Roma, La Nuova Frontiera, 2022 traduzione di Tommaso Pincio ISBN 978-88-8373-419-9.
- Above the Waterfall (2015)
- The Risen (2016)
- Il custode (The Caretaker, 2023), Roma, La Nuova Frontiera, 2024 traduzione di Tommaso Pincio ISBN 978-88-8373-461-8.

### Letteratura per ragazzi
- The Shark's Tooth (2001)

## Filmografia
- Una folle passione, regia di Susanne Bier (2014) (soggetto)
- The World Made Straight, regia di David Burris (2015) (soggetto)

## Premi e riconoscimenti
- Prix Sherwood Anderson: 1996
- Appalachian Book of the Year: 2002 per One Foot in Eden
- Frank O'Connor International Short Story Award: 2010 per Burning Bright
- SIBA Book Award: 2011 per Burning Bright
- Grand prix de littérature policière: 2014 per The Cove